# Willow Springs (Missouri)
Willow Springs é uma cidade localizada no estado americano de Missouri, no Condado de Howell.

## Demografia
Segundo o censo americano de 2000, a sua população era de 2147 habitantes.
Em 2006, foi estimada uma população de 2149, um aumento de 2 (0.1%).

## Geografia
De acordo com o United States Census Bureau tem uma área de
8,5 km², dos quais 8,5 km² cobertos por terra e 0,0 km² cobertos por água.

## Localidades na vizinhança
O diagrama seguinte representa as localidades num raio de 36 km ao redor de Willow Springs.